# Musée du protestantisme en Haut-Languedoc
Le musée du protestantisme - De la réforme à la laïcité est le premier musée en France consacré au fait religieux et à la laïcité à partir de l'histoire du protestantisme français. Il situé dans la commune de Fontrieu Ferrières (Tarn), dans le Tarn,.

## Historique
Fondé en 1968, ce musée était alors établi dans le château de Ferrières puis dans une vieille maison du village, la « maison du luthier. » En 2010, il s'est agrandi et déménage dans un nouveau bâtiment à La Ramade, sur la même commune.
Outre la partie muséale, il est doté d'un fonds documentaire de plus de 20000 ouvrages, et consacre une partie de son activité à des expositions temporaires, des conférences, des spectacles et des marches découvertes.
Il est labellisé musée de France depuis 2003,.